# Nacerdes becvari
Nacerdes becvari es una especie de coleóptero de la familia Oedemeridae.

## Distribución geográfica
Habita en Yunnan (China).